# Et'hem Haxhiademi
Et'hem Haxhiademi (ur. 8 marca 1902 w Elbasanie, zm. 17 marca 1965 w Burrelu) – albański działacz narodowy, pisarz i dramaturg.

## Życiorys
Był synem działacza narodowego Emina Haxhihademiego. Po ukończeniu szkoły pedagogicznej w Elbasanie, w 1919 wyjechał do Lecce, gdzie kontynuował naukę w gimnazjum. Maturę zdał w Innsbrucku. W 1924 rozpoczął studia z zakresu nauk politycznych w Berlinie. Po zakończeniu studiów powrócił do kraju i w 1927 objął stanowisko zastępcy prefekta Lushnji. W latach 30. XX w. pracował w prefekturach w Gjirokastrze i w Beracie. W 1940, w czasie okupacji włoskiej pełnił urząd dyrektora wydziału w ministerstwie spraw wewnętrznych. był także członkiem Instytutu Studiów Albańskich, działającego pod egidą Włoch. W tym czasie był związany z organizacją Balli Kombëtar. Po przejęciu władzy przez komunistów uczył w szkole, a także kierował oddziałem Ligi Pisarzy i Artystów w Elbasanie.
W 1947 został aresztowany przez funkcjonariuszy Departamentu Obrony Ludu. 29 grudnia 1947 Sąd Najwyższy w Tiranie skazał Hahiademiego na karę śmierci i konfiskatę majątku za współpracę z okupantem. Został ułaskawiony dzięki wstawiennictwu Aleksandra Xhuvaniego, wyrok zamieniono na 25 lat pozbawienia wolności. Karę odbywał w Gjiokastrze, a następnie w Burrelu. Zmarł w więzieniu w Burrelu.

## Twórczość
Dorobek artystyczny Hahiademiego obejmuje utwory dramatyczne, wzorowane na dramaturgii klasycznej – greckiej i rzymskiej. W 1939 wydał tomik poezji Lyra. Był także tłumaczem Bukolik Wergiliusza na język albański. W czasie pobytu w więzieniu nadal pisał – powstałe wówczas powieść Jeta e njeriut i dramat Koha e premtueme nie zostały wydane.

### Tragedie
- 1931: Ulisi (Ulysses)
- 1931: Akili (Achilles)
- 1931: Aleksandri (Aleksander)
- 1934: Pirrua (Pyrrus)
- 1935: Skënderbeu : tragjedi me pesë akte (Skanderbeg: tragedia w pięciu aktach)
- 1936: Diomedi : tragedi me pesë akte  (Diomedes: tragedia w pięciu aktach)
- 1990: Abeli dhe Skënderbeu : dy tragjedi
- 2000: Vepra (Dzieła)